# Memè Perlini
Memè Perlini, pseudonimo di Amelio Perlini (Sant'Angelo in Lizzola, 8 dicembre 1947 – Roma, 5 aprile 2017), è stato un attore e regista italiano, attivo in cinema, teatro e televisione.
Sostenitore del surrealismo e dell'arte concettuale, era considerato fra gli esponenti più rappresentativi dell'avanguardia teatrale italiana di scuola romana.

## Biografia
Nato in una famiglia di girovaghi proprietari di giostre da luna park che battevano la Bassa padana (origini che si rifletteranno sulla sua formazione artistica), come appassionato di pittura ha avuto, in ambito teatrale, esperienze di scenografia. Ha studiato all'Accademia di belle arti iniziando a Roma l'attività professionale proprio come illustratore e, poi, scenografo al Teatro dei Folli.
Amico ed allievo di Lindsay Kemp, dopo aver debuttato in teatro con Giancarlo Nanni è stato  cofondatore nel 1973 del Teatro La Maschera. La sua prima regia teatrale ha riguardato la pièce Pirandello chi?. Tra gli altri suoi lavori figura anche La lupa, un adattamento per il palcoscenico dalla novella di Giovanni Verga rappresentato nel 1992. Come autore scenico ha scritto una cinquantina di testi, rappresentati in tutto il mondo.
I primi due film da lui diretti, Grand hôtel des palmes e Cartoline italiane, sono stati inseriti nella sezione Un Certain Regard del Festival di Cannes rispettivamente del 1978 e del 1987.
Come attore cinematografico ha interpretato ruoli da caratterista in b-movie e commedie licenziose di contenuto boccaccesco, ma anche parti di rilievo in film d'autore come Giù la testa (1971) di Sergio Leone, Voltati Eugenio (1980) e Cercasi Gesù (1982) di Luigi Comencini, La famiglia di Ettore Scola e Notte italiana di Carlo Mazzacurati (1987).
Sofferente di una grave depressione, si è suicidato buttandosi dal balcone della sua casa nel quartiere Esquilino a Roma. Il cadavere è stato trovato la mattina del 5 aprile 2017, nella chiostrina interna del palazzo di via Principe Eugenio 32, dove l'attore viveva, vicino a piazza Vittorio Emanuele. Aveva 69 anni. Il funerale è stato celebrato dopo tre giorni nella basilica di Santa Maria in Montesanto.

## Teatro

### Regista
- Pirandello chi? (1973)
- Tarzan (1974)
- Candore giallo (con suono di mare) (1974)
- Otelloperché? (1975)
- Paesaggio n. 5 (1975)
- Locus solus (1976)
- La partenza dell'argonauta (1976)
- Tradimenti-azioni (1976)
- Tradimenti n. 2 (1976)
- Risveglio di primavera (1978)
- La cavalcata sul lago di Costanza (1979)
- Gli uccelli (1980)
- Il mercante di Venezia (1981)
- John Gabriel Borkman di Henrik Ibsen, prima 29 gennaio 1981, Roma, Teatro Argentina
- Cavalleria rusticana (1981, per la televisione)
- Eliogabalo (1981, a Lilla)
- Intorno a Garibaldi (1982, testo proprio)
- Cartoline italiane (1984, testo proprio)
- Molly Bloom (1984)
- Storia di un Soldato (1984)
- Picasso (1984)
- L'uomo dal fiore in bocca (1987)
- All'uscita (1987)
- Storie di ordinaria follia (1988)
- Skandalon, viva Fausto Coppi (1989)
- Giovanna d'Arco, tragedia elementare di Emilio Isgrò
- Ifigenia in Aulide (1990)
- Apparenze d'apparenze (1991)
- Medea (1992)
- La lupa (1992)
- Onore? (1994)
- Testamento di sangue (1996)
- Quando torna la primavera di Arnold Wesker, Todi Festival (2002)
- La vista del mondo, Arsenale Militare La Spezia (2009)
- Arianna: la via dell'amore, Festival Internazionale Teatro Istanbul (2010)

## Filmografia

### Attore
- Le castagne sono buone, regia di Pietro Germi (1970) - accreditato come Amelio Perlini
- Giù la testa, regia di Sergio Leone (1971) - accreditato come Amelio Perlini
- Decameron proibitissimo, regia di Marino Girolami (1972) - accreditato come Amelio Perlini
- Canterbury proibito, episodio Gallo cantachiaro, regia di Italo Alfaro (1972) - accreditato come Amelio Perlini
- Il grande duello, regia di Giancarlo Santi (1972)
- Quando c'era lui... caro lei!, regia di Giancarlo Santi (1978)
- Voltati Eugenio, regia di Luigi Comencini (1980)
- Cercasi Gesù, regia di Luigi Comencini (1982)
- La ragazza dei lillà, regia di Flavio Mogherini (1986)
- La famiglia, regia di Ettore Scola (1987)
- Il generale – miniserie TV, 1 episodio (1987)
- Notte italiana, regia di Carlo Mazzacurati (1987)
- Cenere negli occhi, regia di Claudio Del Punta – cortometraggio (1988)
- Quattro storie di donne – miniserie TV, 1 episodio (1989)
- Panama Sugar, regia di Marcello Avallone (1990)
- Atto di dolore, regia di Pasquale Squitieri (1991)
- Ferdinando, uomo d'amore, regia di Memè Perlini (1990)
- Zuppa di pesce, regia di Fiorella Infascelli (1992)
- Il piacere delle carni, regia di Barbara Barni (1992)
- Il giovane Mussolini – miniserie TV, 3 episodi (1993)
- Un amore americano, regia di Piero Schivazappa – film TV (1994)
- Come mi vuoi, regia di Carmine Amoroso (1996)
- Onorevoli detenuti, regia di Giancarlo Planta (1998)
- Tosca e altre due, regia di Giorgio Ferrara (2003)
- Nebbie e delitti – serie TV, 1 episodio (2005)

### Regista
- Grand hôtel des palmes – film TV (1977)
- Cartoline italiane (1987)
- Ferdinando, uomo d'amore (1990)
- Il ventre di Maria (1992)
- Dentro il cuore (1996)

## Doppiatori italiani
- Michele Gammino in La famiglia